# Aleksej Ljoebimov

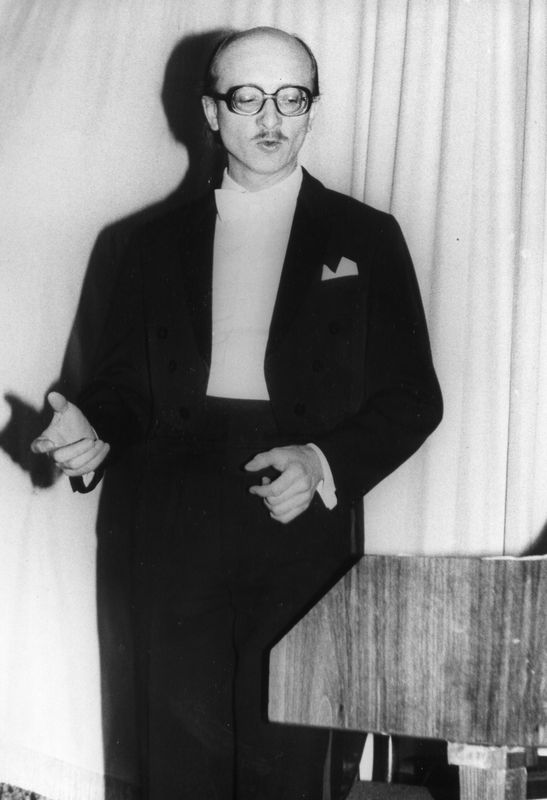
Alexei Lubimov (1984)

Aleksej Borisovitsj Ljoebimov (Russisch: Алексей Борисович Любимов) (Moskou, 16 september 1944), is een Russische piano-, klavecimbel- en fortepianospeler.

## Carrière

### Sovjetperiode
Ljoebimov studeerde aan het Conservatorium van Moskou bij Heinrich Neuhaus (van wie hij een van de laatste studenten was) en Lew Naumov. Hij werd laureaat in verschillende wedstrijden en bouwde een concertpraktijk op in zijn vaderland. Hij gaf vanaf 1968 de eerste uitvoeringen in Sovjet-Rusland van werk van Arnold Schönberg en andere eigentijdse Westerse componisten onder wie John Cage, Terry Riley, Karlheinz Stockhausen, Pierre Boulez and György Ligeti. Dit werd door de Sovjetautoriteiten sterk bekritiseerd, met als gevolg dat hij vele jaren de Sovjet-Unie niet mocht verlaten. Hij concentreerde zich toen op het werken met 'tijdeigen' instrumenten voor oudere muziek. In Rusland stond dat nog in de kinderschoenen en Ljoebimov speelde een vooraanstaande rol in het ontwikkelen van de historische uitvoeringspraktijk. Hij stichtte in 1976 het Moskou Barokkwartet en de Moskou Kameracademie (met Tatiana Grindenko). Hij stichtte ook het Muziekfestival "Alternativa" voor avant-garde muziek.

### Internationale carrière
Vanaf 1987 werd het hem mogelijk recitals en concerten te geven buiten Rusland en op te treden met grote orkesten. Ljoebimov trad in 1991 en 2010 op in het Lincoln Center in New York. In de voorbije jaren gaf hij concerten met het London Philharmonic Orchestra, de City of Birmingham Symphony Orchestra, het Russisch Nationaal Orkest en het Tonkünstlerorchester. Hij heeft tournees gemaakt met de Haydn Sinfonietta en met de Camerata Salzburg onder leiding van Sir Roger Norrington. Voor de Salzburger Festspiele heeft hij de pianopartij in Skrjabins Prometheus uitgevoerd. In 2011 toerde hij met het Boedapest Festival Orkest onder leiding van Iván Fischer. Hij werkt regelmatig samen met het Orchestra of the Age of Enlightenment. Voor kamermuziek heeft hij als partners gehad Andreas Staier, Natalia Gutman, Peter Schreier, Heinrich Schiff, Christian Tetzlaff, Gidon Kremer, Ivan Monighetti, Wieland Kuijken en Slava Poprugin.
Ljoebimov was jurylid voor de internationale klavecimbel- en pianofortewedstrijd in Brugge, in het kader van het Festival Musica Antiqua voor de jaren 2004, 2007 en 2010. Hij doceerde aan het Mozarteum in Salzburg.

### Protest
In april 2022 gaf Ljoebimov in Moskou een concert, georganiseerd als protest tegen de Russisch-Oekraïense Oorlog, toen de politie een inval deed en het optreden beëindigde. Op dramatische wijze speelde hij de laatste maten van Schuberts Impromptu op. 90/2, terwijl agenten het podium in bezit namen.

## Discografie
Ljoebimov heeft talrijke platenopnamen gerealiseerd, waaronder 
- pianoduo's met Andreas Staier,
- Entr'acte cinématographique van Erik Satie voor twee geprepareerde piano's (met Slava Poprugin)
- de volledige pianosonates van Mozart,
- impromptu's van Franz Schubert,
- sonates van Beethoven,
- werken van Chopin en Brahms.